# Bjarni Felixson
Bjarni Felixson (Reikiavik, Islandia; 27 de diciembre de 1936-14 de septiembre de 2023) fue un futbolista, reportero y comentarista deportivo de Islandia que jugó como defensa.

## Carrera

### Club
Jugó toda su carrera con el KR de 1956 a 1968, con el que fue campeón nacional de liga en cinco ocasiones y ganó la copa nacional siete veces.

### Selección nacional
Jugó para Islandia en seis ocasiones de 1962 a 1964 sin anotar goles. Jugaría junto a sus hermanos Hörður y Gunnar en dos partidos ante Inglaterra en 1963.

## Tras el retiro
Felixson trabajó como reportero y comentarista deportivo para RÚV por 42 años y fue uno de los pioneros en la transmisión de partidos de fútbol de Inglaterra para la audiencia en Islandia. Estuvo como cometarista en el Hillsborough Stadium durante el desastre de Hillsborough.
En 2008 se abriría un bar en Reykjavík llamado Bjarni Fel Sportsbar en su honor.

## Logros
- Icelandic Championships (5): 1959, 1961, 1963, 1965, 1968
- Icelandic Cup (7): 1960, 1961, 1962, 1963, 1964, 1966, 1967